# Jan Erik Oja
Jan Erik Oja, född 19 december 1947, är en svensk jurist som var lagman i Gällivare tingsrätt från 2006 till 2013.
Oja utsågs 25 november 1982 till rådman i Bollnäs tingsrätt och 16 april 1998 till rådman i Falu tingsrätt. Den 1 juni 2006 utnämndes han till lagman i Gällivare tingsrätt.